# Fuirena sagittata
Fuirena sagittata är en halvgräsart som beskrevs av Kaare Arnstein Lye. Fuirena sagittata ingår i släktet Fuirena och familjen halvgräs.
Artens utbredningsområde är Tanzania. Inga underarter finns listade i Catalogue of Life.